# Anys Reimann
Anys Reimann (* 1965) ist eine deutsche Künstlerin. Sie lebt in Düsseldorf.

## Werdegang
Reimann wuchs im Ruhrgebiet auf als Tochter einer ostpreußischen Mutter und eines westafrikanischen Vaters. Sie
studierte zunächst Innenarchitektur an der Fachhochschule Trier und arbeitete als Designerin. Ab 2012 studierte sie Bildhauerei und Malerei an der Kunstakademie Düsseldorf und schloss ihr Studium 2020 als Meisterschülerin
ab. Seit den 1990er Jahren arbeitet Reimann künstlerisch mit vielfältigen Medien und Materialien wie Collage, Malerei, Skulptur, Leder, Papier, Bronze usw.

## Ausbildung
- 1992–1997 FH Trier, Diplom-Ingenieurin Innenarchitektur
- 1995 HR&O, Hogeschool voor beeldende Kunsten en Omstreken, Rotterdam
- 2012–2020 Kunstakademie Düsseldorf bei Ellen Gallagher und Thomas Grünfeld, Meisterschülerin

## Werdegang
- 1998–2003 Angestellte Designerin, Mönchengladbach
- 2003–2014 Freelance Designerin, atelier anysk, Düsseldorf

## Ausstellungen (Auswahl)
- 2025 Galerie Van Horn, Düsseldorf (Einzel)
- 2024 Darkstar Backyard, Bilker Bunker, Düsseldorf (Einzel, Katalog)
- 2024 This is Tomorrow, Staatsgalerie Stuttgart
- 2024 Unique – Beyond Photography, Hangar - Photo Art Center, Brüssel
- 2023 Euer Unser Wir. Zu Fragen kultureller Identität, Erfurter Kunstverein in Kooperation mit der Kunsthalle Erfurt
- 2023 Menschheitsdämmerung, Kunstmuseum Bonn (Katalog)
- 2022 Bernehain, Kunst am Moltkeplatz KaM e.V., Essen (Einzel)
- 2015 Open Studio, Alte Liesegang Fabrik, Düsseldorf (Einzel)
- 2014 Ring My Bell And Kiss My Ass, reinraum e.V., Düsseldorf

## Sammlungen (Auswahl)
- Kunstmuseum Bonn
- Kunstpalast, Düsseldorf
- Kunstsammlung Nordrhein-Westfalen K20K21, Düsseldorf
- Sammlung Philara, Düsseldorf
- Kunsthalle Mannheim
- Kunstmuseum Mülheim

## Förderung
- Förderpreis für Bildende Kunst der Landeshauptstadt Düsseldorf 2023, Düsseldorf